# 백곰카페
《백곰카페》(しろくまカフェ 시로쿠마카페[*])는 히가 아로하가 쇼가쿠칸의 월간 flowers에서 2006년 4월호에서부터 연재하기 시작한 만화이다. 2014년 2월 기준으로 단행본 5권까지 발행했다.

## 개요
2006년에 제22회 코믹 오디션 은꽃상을 수상한 히가 아로하의 데뷔작이다. 월간 flowers(쇼가쿠칸)에서 연재되고 있고 증간 flowers에서는 《백곰 카페 에스프레소》로 연재 되고 있다.
카페를 운영하는 백곰과 단골손님인 펭귄, 팬더 등의 동물들과 사람들이 펼치는 일상 개그 만화이다.
이 만화에 나오는 동물들은 자연스럽게 인간 사회에 녹아 들어있다. 게다가 동물들이 크기도 모습도 의인화가 없는 리얼 동물이라 애니메이션 성우들도 처음 연기할 때 애를 먹었던 것 같다.
2011년 7월 16일부터 8월 31일까지 오사카 신사이바시 호텔 닛코 오사카에서 특별전을 개최하였고 특별전에 앞서 7월 1일부터 이 호텔에 있는 카페 레스토랑에서 작중에 등장하는 카페가 재현되었다.
2012년 4월 5일부터 2013년 3월 28일까지 애니메이션이 방송되었다.
2012년 5월 12일, 히가 아로하가 트위터에서 애니메이션화에 대해 원작자의 의견을 말하는 자리가 마련되지 않는 상황에 대한 불만의 뜻과 원작의 무기한 휴재를 발표했다. 히가 아로하는 트위터에 원작자와 제작진 사이의 정식 계약 없이 기획이 시작했던 것, 캐릭터 디자인 확인 및 각본의 사전 확인이 충분하게 이루어지지 않았던 것, 원작자임에도 불구하고 애니메이션의 정보를 인터넷에서 알게 되는 상황이었던 것, 편집부 측에 전면적으로 잘못이 있는 것으로 사과를 받은 것 등을 밝혔다. 2012년 7월 28일, 히가 아로하의 트위터에서 9월호부터의 연재재개가 보고되었다.

## 만화
1. 백곰카페
  - (일본어) 2008년 3월 26일 발행, ISBN 9784091670304
  - (한국어) 2010년 5월 15일 발행, ISBN 9788925262406
2. 백곰카페 딸기맛
  - (일본어) 2009년 9월 10일 발행, ISBN 9784091670465
  - (한국어) 2010년 6월 15일 발행, ISBN 9788925263892
3. 백곰카페 망고맛
  - (일본어) 2010년 12월 10일 발행, ISBN 9784091670465
  - (한국어) 2012년 6월 25일 발행, ISBN 9788967250720
4. 백곰카페 멜론맛
  - (일본어) 2012년 3월 9일 발행, ISBN 9784091670526
  - (한국어) 2012년 7월 25일 발행, ISBN 9788967251994
5. 백곰카페 호두맛
  - (일본어) 2013년 7월 10일 발행, ISBN 9784091670564

## 애니메이션
2012년 4월 5일부터 2013년 3월 28일까지 TV도쿄 계열 등에서 방송되었다. 총 50화이다.
2012년 11월 1일의 방영분인 31화에서 애니메이션 관련 월간 flowers 편집부, 스튜디오 피에로, 사키(紗希), 그리고 원작자인 히가 아로하가 호저 팬클럽 역으로 목소리 출연을 했다. 최종회의 엔딩에서는 출연 성우·스태프가 자신의 이름을 친필로 쓴 것이 자막으로 사용됐다.

### 스태프
- 원작 - 히가 아로하
- 감독 - 마스하라 미츠유키
- 시리즈 구성 - 호소카와 토오루
- 감수 - 코바야시 츠네오
- 캐릭터 디자인 - 고야 아야
- 미술 - 우에노 히데유키
- 색조설계 - 니시 카요코
- 촬영 - 마츠모토 아츠시호
- 편집 - 모리타 세이지
- 음향감독 - 키쿠타 히로미
- 음악 - 콘도 오켄지
- 프로듀서 - 시라이시 마코토(TV도쿄), 마츠이 마사시, 이이즈미 조일
- 애니메이션 제작 - 스튜디오 피에로
- 제작 - 백곰카페 제작위원회

### 주제가
오프닝 테마
| 화수            | 제목                                                                       |
| --------------- | -------------------------------------------------------------------------- |
| 제1화 - 제26화  | ボクにインビテーション (작사 - 椎名慶治 / 작곡·노래 - JP)                  |
| 제27화 - 제38화 | Rough&Laugh (작사 - 原田郁子, ミト / 작곡·편곡 - ミト / 노래 - クラムボン) |
| 제39화 - 제50화 | You&Me (작곡·편곡 - 紗希 / 작사·노래 - 紗希 & Rie fu)                      |

엔딩 테마
| 화수                    | 제목 (작사·작곡·편곡 - 紗希 / 노래 - 백곰카페 성우)         |
| ----------------------- | ----------------------------------------------------------- |
| 제1화 - 제5화           | Bamboo☆Scramble (노래 - 판다 CV.후쿠야마 쥰)                |
| 제6화 - 제9화           | グリズリーさんのG☆ROCK (노래 - 그리즐리 CV.나카무라 유이치) |
| 제10화 - 제13화         | みずいろ (노래 - 사사코 CV.엔도 아야)                       |
| 제14화 - 제17화, 제44화 | ZOOっと、ね♪ (노래 - 상근판다 CV.코니시 카츠유키)           |
| 제18화 - 제22화         | みちのく飼育ブルース (노래 - 한다 CV.하타노 와타루)         |
| 제23화 - 제26화         | ぞっこん!ペン子さん (노래 - 펭귄 CV.카미야 히로시)          |
| 제27화 - 제30화         | 気ままに パンダママ (노래 - 판다마마 CV.모리카와 토시유키)  |
| 제31화 - 제35화         | ラマさんのラママンボ (노래 - 라마 CV.오노 다이스케)         |
| 제36화 - 제38화         | ラルゴ (노래 - 나무늘보 CV.타니야마 키쇼)                   |
| 제39화 - 제42화         | バンブー・ランデヴー♡ (노래 - 메이메이 CV.하나자나 카와)    |
| 제43화, 제45화, 제46화  | PANDAHOLIC!! (노래 - 린린 CV.카와시마 토쿠요시)             |
| 제47화 - 제50화         | My Dear (노래 - 시로쿠마 CV.사쿠라이 타카히로)              |